# Jouhteninen
Jouhteninen är en ö i Finland. Den ligger i sjön Höytiäinen och i kommunen Kontiolax i Kontiolax kommun i den ekonomiska regionen  Joensuu  och landskapet Norra Karelen, i den sydöstra delen av landet, 400 km nordost om huvudstaden Helsingfors. Öns area är 1,73 kvadratkilometer och dess största längd är 2,7 kilometer i nord-sydlig riktning.